# سورن کالدما
سورن کالدما (استونیایی: Sören Kaldma؛ زادهٔ ۳ ژوئیهٔ ۱۹۹۶) بازیکن فوتبال اهل استونی است.
از باشگاه‌هایی که در آن بازی کرده‌است می‌توان به باشگاه فوتبال پایده لینامیسکوند اشاره کرد.
وی همچنین در تیم‌های ملی فوتبال زیر ۱۹ سال استونی، زیر ۲۱ سال استونی، و استونی بازی کرده‌است.